# Bestuurlijke indeling van IJsland

De bestuurlijke indeling van IJsland bestaat naast de centrale overheid uit één bestuurslaag: de gemeenten (IJslands:Sveitarfélag) als bedoeld in artikel 78 van de IJslandse grondwet. De gemeenten worden bestuurd door gemeenteraden die direct worden gekozen voor een periode van vier jaar. De raden hebben 5 tot 15 leden. Aan het hoofd van de uitvoerende dienst staat de burgemeester (bæjarstjóri/borgarstjóri) in de stedelijke gemeenten en de gemeentebestuurder (sveitarstjóri) in de overige gemeenten. 
Nadat de gemeenten eerder waren afgeschaft in 1809, zijn ze weer ingesteld bij wet in 1872. Op dat moment werd ook naar Deens voorbeeld een regionale bestuurslaag, de Amter, ingevoerd. Deze regionale bestuurslaag is weer afgeschaft in 1904. Het land is overigens wel verdeeld in regio's (Landsvæðið) met voornamelijk een statistische rol.